# Vetrișoaia
Vetrișoaia est une commune roumaine située dans le județ de Vaslui.